# Roy Emerson
Roy Stanley Emerson (Blackbutt, Queensland, 1936. november 3. –) ausztrál teniszező, aki 12 egyéni és 16 páros Grand Slam-címet szerzett. Ő az egyetlen férfi teniszező, aki mind egyéniben, mind párosban meg tudta nyerni mind a négy Grand Slam-tornát karrierje során. Nála csak Pete Sampras (14),Novak Đoković (20), Rafael Nadal (20) és Roger Federer (20)  tudott több egyéni Grand Slam-címet szerezni.
Pályafutása során egyéniben amatőrként 114, profiként hat tornagyőzelmet szerzett. Párosban 34 tornagyőzelmet aratott.
Emersont eredményei a tenisz legnagyobb alakjai közé helyezik – sokat levon azonban sikerei értékéből az a körülmény, hogy minden Grand Slam-címét az ún. open era előtt szerezte (1969 előtt), amikor a világ legjobb profi teniszezői még nem vehettek részt a teniszbajnokságokon. Ezért történhetett meg az, hogy Jack Kramer 1979-es önéletrajzában nem sorolta Emersont a tenisztörténelem 21 legnagyobb játékosa közé.
1982-ben Emerson az International Tennis Hall of Fame tagja lett.

## Grand Slam-döntői

### Győzelmek (12)
| Év   | Torna           | Ellenfél a döntőben | Döntő eredménye         |
| 1961 | Australian Open | Rod Laver           | 1-6, 6-3, 7-5, 6-4      |
| 1961 | US Open         | Rod Laver           | 7-5, 6-3, 6-2           |
| 1963 | Australian Open | Ken Fletcher        | 6-3, 6-3, 6-1           |
| 1963 | Roland Garros   | Pierre Darmon       | 3-6, 6-1, 6-4, 6-4      |
| 1964 | Australian Open | Fred Stolle         | 6-3, 6-4, 6-2           |
| 1964 | Wimbledon       | Fred Stolle         | 6-4, 12-10, 4-6, 6-3    |
| 1964 | US Open         | Fred Stolle         | 6-2, 6-2, 6-4           |
| 1965 | Australian Open | Fred Stolle         | 7-9, 2-6, 6-4, 7-5, 6-1 |
| 1965 | Wimbledon       | Fred Stolle         | 6-2, 6-4, 6-4           |
| 1966 | Australian Open | Arthur Ashe         | 6-4, 6-8, 6-2, 6-3      |
| 1967 | Australian Open | Arthur Ashe         | 6-4, 6-1, 6-1           |
| 1967 | Roland Garros   | Tony Roche          | 6-1, 6-4, 2-6, 6-2      |

### Elvesztett döntő (3)
| Év   | Torna           | Ellenfél a döntőben | Döntő eredménye         |
| 1962 | Australian Open | Rod Laver           | 6-8, 6-0, 4-6, 4-6      |
| 1962 | Roland Garros   | Rod Laver           | 6-3, 6-2, 3-6, 7-9, 2-6 |
| 1962 | US Open         | Rod Laver           | 2-6, 4-6, 7-5, 4-6      |

### Páros: 28 (16 győzelem, 12 döntő)
| Eredmény     | Év   | Bajnokság       | Borítás | Partner         | Ellenfél a döntőben               | Eredmény a döntőben         |
| ------------ | ---- | --------------- | ------- | --------------- | --------------------------------- | --------------------------- |
| Döntős       | 1958 | Australian Open | Fű      | Robert Mark     | Ashley Cooper Neale Fraser        | 5–7, 8–6, 6–3, 3–6, 5–7     |
| Döntős       | 1959 | Roland Garros   | Salak   | Neale Fraser    | Nicola Pietrangeli Orlando Sirola | 3–6, 2–6, 12–14             |
| Győztes      | 1959 | Wimbledon       | Fű      | Neale Fraser    | Rod Laver Robert Mark             | 8–6, 6–3, 14–16, 9–7        |
| Győztes      | 1959 | US Open         | Fű      | Neale Fraser    | Earl Buchholz Alex Olmedo         | 3–6, 6–3, 5–7, 6–4, 7–5     |
| Döntős       | 1960 | Australian Open | Fű      | Neale Fraser    | Rod Laver Robert Mark             | 6–1, 2–6, 4–6, 4–6          |
| Győztes      | 1960 | Roland Garros   | Salak   | Neale Fraser    | Jose-Luis Arilla Andrés Gimeno    | 6–2, 8–10, 7–5, 6–4         |
| Győztes      | 1960 | US Open         | Fű      | Neale Fraser    | Rod Laver Robert Mark             | 9–7, 6–2, 6–4               |
| Döntős       | 1961 | Australian Open | Fű      | Martin Mulligan | Rod Laver Robert Mark             | 3–6, 5–7, 6–3, 11–9, 2–6    |
| Győztes      | 1961 | Roland Garros   | Salak   | Rod Laver       | Robert Howe Robert Mark           | 3–6, 6–1, 6–1, 6–4          |
| Győztes      | 1961 | Wimbledon       | Fű      | Neale Fraser    | Bob Hewitt Fred Stolle            | 6–4, 6–8, 6–4, 6–8, 8–6     |
| Győztes      | 1962 | Australian Open | Fű      | Neale Fraser    | Bob Hewitt Fred Stolle            | 4–6, 4–6, 6–1, 6–4, 11–9    |
| Győztes      | 1962 | Roland Garros   | Salak   | Neale Fraser    | Wilhelm Bungert Christian Kuhnke  | 6–3, 6–4, 7–5               |
| Győztes      | 1963 | Roland Garros   | Salak   | Manolo Santana  | Gordon Forbes Abe Segal           | 6–2, 6–4, 6–4               |
| Döntős       | 1964 | Australian Open | Fű      | Ken Fletcher    | Bob Hewitt Fred Stolle            | 4–6, 5–7, 6–3, 6–4, 12–14   |
| Győztes      | 1964 | Roland Garros   | Salak   | Ken Fletcher    | John Newcombe Tony Roche          | 7–5, 6–3, 3–6, 7–5          |
| Döntős       | 1964 | Wimbledon       | Fű      | Ken Fletcher    | Bob Hewitt Fred Stolle            | 5–7, 9–11, 4–6              |
| Döntős       | 1965 | Australian Open | Fű      | Fred Stolle     | John Newcombe Tony Roche          | 6–3, 6–4, 11–13, 3–6, 4–6   |
| Győztes      | 1965 | Roland Garros   | Salak   | Fred Stolle     | Ken Fletcher Bob Hewitt           | 6–8, 6–3, 8–6, 6–2          |
| Győztes      | 1965 | US Open         | Fű      | Fred Stolle     | Frank Froehling Charles Pasarell  | 6–4, 10–12, 7–5, 6–3        |
| Győztes      | 1966 | Australian Open | Fű      | Fred Stolle     | John Newcombe Tony Roche          | 7–9, 6–3, 6–8, 14–12, 12–10 |
| Győztes      | 1966 | US Open         | Fű      | Fred Stolle     | Clark Graebner Dennis Ralston     | 6–4, 6–4, 6–4               |
| Döntős       | 1967 | Roland Garros   | Salak   | Ken Fletcher    | John Newcombe Tony Roche          | 3–6, 7–9, 10–12             |
| Döntős       | 1967 | Wimbledon       | Fű      | Ken Fletcher    | Bob Hewitt Frew McMillan          | 2–6, 3–6, 4–6               |
| ↓ Open Era ↓ |      |                 |         |                 |                                   |                             |
| Döntős       | 1968 | Roland Garros   | Salak   | Rod Laver       | Ken Rosewall Fred Stolle          | 3–6, 4–6, 3–6               |
| Győztes      | 1969 | Australian Open | Fű      | Rod Laver       | Ken Rosewall Fred Stolle          | 6–4, 6–4                    |
| Döntős       | 1969 | Roland Garros   | Salak   | Rod Laver       | John Newcombe Tony Roche          | 6–4, 1–6, 6–3, 4–6, 4–6     |
| Döntős       | 1970 | US Open         | Fű      | Rod Laver       | Pierre Barthès Nikola Pilić       | 3–6, 6–7, 6–4, 6–7          |
| Győztes      | 1971 | Wimbledon       | Fű      | Rod Laver       | Arthur Ashe Dennis Ralston        | 4–6, 9–7, 6–8, 6–4, 6–4     |

### Vegyes páros: 2 (2 döntő)
| Eredmény | Év   | Bajnokság             | Borítás | Partner           | Ellenfél a döntőben        | Eredmény a döntőben |
| -------- | ---- | --------------------- | ------- | ----------------- | -------------------------- | ------------------- |
| Döntős   | 1956 | Australian Open (1/1) | Fű      | Mary Bevis Hawton | Beryl Penrose Neale Fraser | 2–6, 4–6            |
| Döntős   | 1960 | Roland Garros (1/1)   | Salak   | Ann Haydon Jones  | Maria Bueno Robert Howe    | 6–1, 1–6, 2–6       |

## Külső hivatkozások
- Ismertetője a tennisfame.com honlapján